# HMS Najad (1979)
Pour les articles homonymes, voir HMS Najad (homonymie).
Le HMS Najad est un sous-marin de classe Näcken de la marine royale suédoise, nom de projet A14. Le navire a été commandé à Kockums à Malmö et sa quille a été posée en 1976. Il a été lancé au chantier naval Kockums à Malmö, en Suède, le 13 août 1979, et achevé et mis en service dans la marine royale suédoise le 26 juin 1981,,. Le HMS Najad a été désarmé en 1998.

Galerie HMS Najad
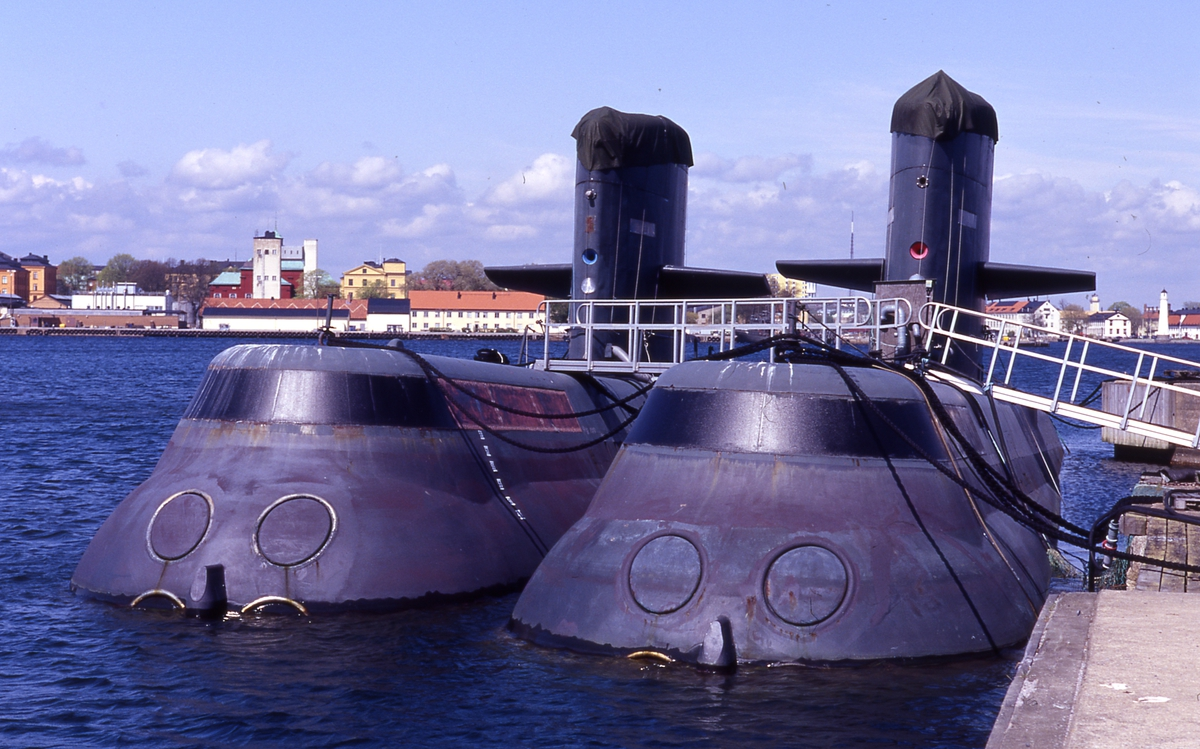
Les HMS Neptun et HMS Najad à Karlskrona, Suède, en 2003.